# 里奇峰
63°30′S 57°3′W / 63.500°S 57.050°W
里奇峰（英語：Ridge Peak）是南極洲的山峰，位於葛拉漢地的塔巴林半島，海拔高度510米，瑞典的探險隊首次該足該地區，由英國探險隊命名和繪入地圖。